# Aldair Rodríguez
Marco Aldair Rodríguez Iraola (Lima, 6 de agosto de 1994) es un futbolista peruano. Juega como extremo y su equipo actual es Amazonas FC del Campeonato Brasileño de Serie B.

## Trayectoria

### Inicios
Inició su formación en el Sport Boys del Callao, luego formó parte de las divisiones inferiores de Sporting Cristal y Alianza Lima donde fue promovido al primer equipo el 2012 a los 17 años. Debutó el 19 de julio de dicho año entrando el minuto 86 en el empate de local ante el Ayacucho.
Ya en el año 2014, juega en el club Universidad César Vallejo de Trujillo. Para el año 2015 regresa a Alianza Lima, pero en su retorno no tuvo mucha continuidad. 

### Alianza Atlético
El año 2016 pasa a las filas del Alianza Atlético de Sullana. En este cuadro le dieron las oportunidades que necesitaba para consolidarse en los 2 años que permaneció en este club, anotando goles importantes y haciéndose un nombre en el fútbol peruano. 

### Binacional
En el 2018 llega al Deportivo Binacional de Juliaca en el sur del país, donde, a pesar de recién haber ascendido a la primera división, consigue la clasificación a Copa Sudamericana.
En el 2019 jugó 32 partidos. Tras llegar a la final con el Deportivo Binacional, juega el partido de ida de la final de 2019 contra Alianza Lima, realizándose el día 8 de diciembre en Juliaca. Anotando un gol para el equipo local, que ganaran con un contundente 4–1. El partido de vuelta se jugó una semana después, y terminó con 2-0 a favor de Alianza Lima, con un puntaje global de 4–3, logrando así su primer campeonato peruano de la Liga 1 y jugar la Copa Libertadores en 2020. 
En el 2020, jugó su primer partido de Copa Libertadores en el estadio de Juliaca contra Sao Paulo marcando un gol en el minuto 50, logrando el empate 1-1; tiempo después, el colombiano Johan Arango marcó el gol al minuto 77 para el triunfo local.

### América de Cali
En la segunda mitad del 2020 es transferido al América de Cali de la Categoría Primera A de Colombia, equipo donde tendrá su primera experiencia internacional. Además de conseguir el título de campeón con el América de Cali siendo este su primer trofeo internacional por fuera de su natal Perú logrando esto el 27 de diciembre del 2020
 Debutó en el partido ante Atlético Nacional, donde el duelo finalizó 2-2.

### Alianza Lima
A mediados de la temporada 2021, es repatriado por Alianza Lima. Consigue el título de la Liga 1 tras vencer a Sporting Cristal en la final. En la temporada 2022, obtiene el bicampeonato.

### Cienciano
Para la temporada 2024, fichó por el Cienciano del Cusco.A final de temporada logra clasificar a la Copa Sudamericana 2025.
El 11 de junio del 2025 fue oficializado como nuevo refuerzo de Amazonas FC de la Serie B de Brasil.

## Selección nacional
El 28 de agosto del 2020, es convocado por primera vez a la selección peruana para realizar los entrenamientos del primer microciclo a puertas de iniciar la Clasificación de Conmebol para la Copa Mundial de Fútbol de 2022. El 13 de octubre del 2020 estuvo entre los suplentes en el encuentro Eliminatorias contra Brasil en Lima.

## Estadísticas

### Clubes
Actualizado al último partido disputado el 8 de noviembre de 2023.
| Club | Temporada     | Liga  | Liga  | Liga   | Copas nacionales(1) | Copas nacionales(1) | Copas nacionales(1) | Copas internacionales(2) | Copas internacionales(2) | Copas internacionales(2) | Total(3) | Total(3) | Total(3) | Media goleadora |
| Club | Temporada     | Part. | Goles | Asist. | Part.               | Goles               | Asist.              | Part.                    | Goles                    | Asist.                   | Part.    | Goles    | Asist.   | Media goleadora |
| --- | ------------- | ----- | ----- | ------ | ------------------- | ------------------- | ------------------- | ------------------------ | ------------------------ | ------------------------ | -------- | -------- | -------- | --------------- |
| Alianza Lima · Perú | 2012          | 3     | 0     | 0      | -                   | -                   | -                   | -                        | -                        | -                        | 3        | 0        | 0        | 0               |
| Alianza Lima · Perú | 2013          | 0     | 0     | 0      | -                   | -                   | -                   | -                        | -                        | -                        | 0        | 0        | 0        | 0               |
| FBC Melgar · Perú | 2013          | 10    | 1     | 0      | -                   | -                   | -                   | -                        | -                        | -                        | 10       | 1        | 0        | 0.1             |
| FBC Melgar · Perú | Total club    | 10    | 1     | 0      | -                   | -                   | -                   | -                        | -                        | -                        | 10       | 1        | 0        | 0.1             |
| Universidad César Vallejo · Perú | 2014          | 11    | 0     | 0      | 0                   | 0                   | 0                   | -                        | -                        | -                        | 11       | 0        | 0        | 0               |
| Universidad César Vallejo · Perú | Total club    | 11    | 0     | 0      | 0                   | 0                   | 0                   | -                        | -                        | -                        | 11       | 0        | 0        | 0               |
| Alianza Lima · Perú | 2014          | 3     | 0     | 0      | -                   | -                   | -                   | -                        | -                        | -                        | 3        | 0        | 0        | 0               |
| Alianza Lima · Perú | 2015          | 12    | 0     | 0      | 0                   | 0                   | 0                   | -                        | -                        | -                        | 12       | 0        | 0        | 0               |
| Alianza Atlético · Perú | 2016          | 20    | 4     | 1      | -                   | -                   | -                   | -                        | -                        | -                        | 20       | 4        | 1        | 0.2             |
| Alianza Atlético · Perú | 2017          | 17    | 3     | 3      | -                   | -                   | -                   | -                        | -                        | -                        | 17       | 3        | 3        | 0.18            |
| Alianza Atlético · Perú | Total club    | 37    | 7     | 4      | -                   | -                   | -                   | -                        | -                        | -                        | 37       | 7        | 4        | 0.19            |
| Deportivo Binacional · Perú | 2018          | 31    | 2     | 3      | -                   | -                   | -                   | -                        | -                        | -                        | 31       | 2        | 3        | 0.06            |
| Deportivo Binacional · Perú | 2019          | 32    | 11    | 3      | 4                   | 1                   | 1                   | 2                        | 0                        | 1                        | 38       | 12       | 5        | 0.32            |
| Deportivo Binacional · Perú | 2020          | 9     | 6     | 2      | 1                   | 0                   | 0                   | 2                        | 1                        | 0                        | 12       | 7        | 2        | 0.58            |
| Deportivo Binacional · Perú | Total club    | 72    | 19    | 8      | 5                   | 1                   | 1                   | 4                        | 1                        | 1                        | 81       | 21       | 10       | 0.26            |
| América de Cali · Colombia | 2020          | 4     | 0     | 0      | 2                   | 0                   | 1                   | -                        | -                        | -                        | 6        | 0        | 1        | 0               |
| América de Cali · Colombia | 2021          | 13    | 0     | 1      | -                   | -                   | -                   | 4                        | 0                        | 0                        | 17       | 0        | 1        | 0               |
| América de Cali · Colombia | Total club    | 17    | 0     | 1      | 2                   | 0                   | 1                   | 4                        | 0                        | 0                        | 23       | 0        | 2        | 0               |
| Alianza Lima · Perú | 2021          | 17    | 1     | 0      | -                   | -                   | -                   | -                        | -                        | -                        | 17       | 1        | 0        | 0.06            |
| Alianza Lima · Perú | 2022          | 35    | 3     | 5      | -                   | -                   | -                   | 1                        | 0                        | 0                        | 36       | 3        | 5        | 0.08            |
| Alianza Lima · Perú | 2023          | 32    | 3     | 2      | -                   | -                   | -                   | 5                        | 1                        | 1                        | 37       | 4        | 3        | 0.11            |
| Alianza Lima · Perú | Total club    | 102   | 7     | 7      | 0                   | 0                   | 0                   | 6                        | 1                        | 1                        | 108      | 8        | 8        | 0.07            |
| Cienciano · Perú | 2024          | 32    | 2     | 4      |                     |                     |                     |                          |                          |                          | 32       | 2        | 4        | 0.13            |
| Cienciano · Perú | 2025          |       |       |        | 0                   | 0                   | 0                   | 0                        | 0                        | 0                        |          |          |          |                 |
| Cienciano · Perú | Total club    | 32    | 2     | 4      | 0                   | 0                   | 0                   | 0                        | 0                        | 0                        | 32       | 2        | 4        | 0.13            |
| Total carrera | Total carrera | 281   | 36    | 24     | 7                   | 1                   | 2                   | 14                       | 2                        | 2                        | 302      | 39       | 28       | 0.14            |
| (1)Incluye datos del Torneo del Inca (2014, 2015), Copa Bicentenario (2019), Supercopa Peruana (2020) y Copa Colombia (2020). (2)Incluye datos de Copa Sudamericana (2019) y Copa Libertadores (2020, 2021, 2022, 2023). (3)Promedio de goles por partido. No incluye goles en encuentros amistosos. |               |       |       |        |                     |                     |                     |                          |                          |                          |          |          |          |                 |

## Palmarés

### Campeonatos nacionales
| Título              | Club                 | País     | Año  |
| ------------------- | -------------------- | -------- | ---- |
| Liga 1              | Deportivo Binacional | Perú     | 2019 |
| Categoría Primera A | América de Cali      | Colombia | 2020 |
| Liga 1              | Alianza Lima         | Perú     | 2021 |
| Liga 1              | Alianza Lima         | Perú     | 2022 |

### Torneos cortos
| Título          | Club                 | País | Año  |
| --------------- | -------------------- | ---- | ---- |
| Torneo Apertura | Deportivo Binacional | Perú | 2019 |
| Torneo Clausura | Alianza Lima         | Perú | 2021 |
| Torneo Clausura | Alianza Lima         | Perú | 2022 |
| Torneo Apertura | Alianza Lima         | Perú | 2023 |

### Distinciones individuales
| Distinción                                                           | Año  |
| -------------------------------------------------------------------- | ---- |
| Nominado como delantero en el mejor once de la Liga 1 según la SAFAP | 2019 |